# Sobekemsaf I.
Sekemre Vadžkau Sobekemsaf I. je bil faraon Sedemnajste egipčanske dinastije. Dokazan je v nizu napisov, ki omenjano rudarske odprave v kamnolome v Vadi Hammamatu v Vzhodni puščavi med njegovim vladanjem. Eden od napisov je eksplicitno datiran v sedmo leto njegovega vladanja. Sobekemsaf I. temeljito obnovil in okrasil Montujev tempelj v Medamudu. Na enem od tamkajšnjih ohranjenih  reliefov je upodobljen med darovanjem bogovom.
Sin Sobekemsafa I., po očetu imenovan Sobekemsaf, je izpričan na kairskem kipu CG 386 iz Abidosa, ki prikazuje tega mladega princa, stoječega med očetovima nogama, kar nakazuje, da je bil izbrani naslednik svojega očeta. Sobekemsafova glavna žena je bila kraljica Nubemhat. Ona in njuna hčerka Sobekemheb sta znani s stele Sobekemhebovega moža, princa Amenija, ki je bil morda sin Sekemre-Heruhirmaata Intefa ali morda Senaktenre Ahmoza.
Na pogrebnih pridatkih Sobekemsafa V[adžkaua] ni njegovega prestolnega imena, a se jih lahko kljub temu zanesljivo pripiše temu kralju, ker so grobnico soimenjaka Sobekemsafa II. Šedtavija popolnoma izropali že v starem veku, kar dokazuje zapis na Abbottovem papirusu (III 1-7). Kim Ryholt mu je na tej osnovi pripisal tudi velikega zlatega srčnega skarabeja, ki bi ga roparji grobnice Sobekemsafa II. ne mogli spregledati, in kanopsko skrinjo z imenom Sobekemsaf, ker so grobno pohištvo Sobekemsafa II. roparji zažgali.
- Kip Sobekemsafa II. iz rdečega granita, Britanski muzej
- Relief Sobekemsafa I. v Montujevem templju v Medamudu
- KIp Sobekemsaf I., Egipčanski muzej, Kairo[8]